# Félix Albert Théodore Delprat

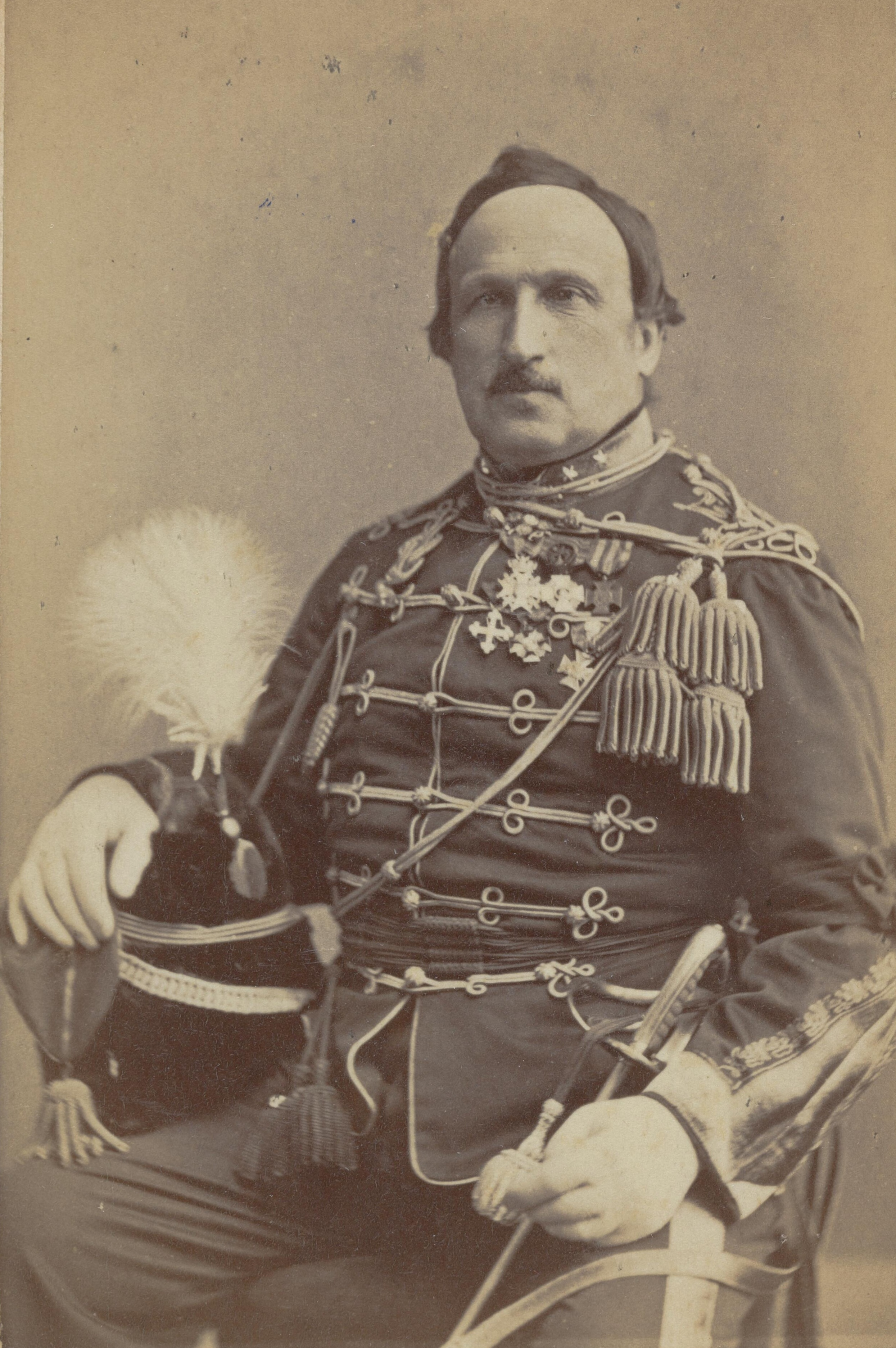
Félix Albert Théodore Delprat

Félix Albert Théodore Delprat ('s-Gravenhage, 12 mei 1812 - Amsterdam, 7 april 1888) was een Nederlands militair en politicus.
Delprat was een artillerie-officier die als derde minister van Oorlog optrad in het kabinet-Thorbecke III. Hij was dat nog geen half jaar en kon geen belangrijke wetgeving tot stand brengen. Als veldartillerist nam hij deel aan de Tiendaagse Veldtocht. Hij was de broer van conservatief Tweede Kamerlid Isaäc Paul Delprat. De Delpratsingel in Breda is naar Félix Delprat vernoemd.

## Publicaties
- Delaunay, Ch., Delprat, F.A.T. & Brutel de la Rivière, P.M. Allereerste gronden der practische en theoretische mechanica. Dl. I en II[dode link]. 1866.